# Гидроксид кальция
Гидрокси́д ка́льция (гашёная и́звесть, е́дкая и́звесть, химическое основание — Ca(OH)2) —  сильное неорганическое кальциевое основание.
При стандартных условиях, гидроксид кальция — это мелкокристаллический гигроскопичный порошок белого цвета, малорастворимый в воде.

## Распространённые названия
- Гашёная и́звесть — название образуется благодаря способу получения: при получении основания, производится «гашение» (то есть взаимодействия с водой) «негашеной» извести (оксида кальция).
- Известко́вое молоко́ — взвесь (суспензия), образуемая при смешивании избытка гашёной извести с водой. Внешне похожа на молоко.
- Известко́вая вода́ — прозрачный бесцветный раствор гидроксида кальция, получаемый при фильтровании или отстаивании известкового молока.
- И́звесть-пушо́нка — при «гашении» негашёной извести ограниченным количеством воды образуется белый рассыпающийся мелкокристаллический пылевидный порошок.

## Физические свойства
| Температура, °C | Растворимость, г Ca(OH)2/100 г H2O |
| --------------- | ---------------------------------- |
| 0               | 0,173                              |
| 20              | 0,166                              |
| 50              | 0,13                               |
| 100             | 0,08                               |

По внешнему виду представляет собой белый порошок, малорастворимый в воде. Растворимость в воде падает с ростом температуры.
При нагреве вещества до температуры 512 °C парциальное давление водяного пара, находящегося в равновесии с гидроксидом кальция становится равным атмосферному давлению (101,325 кПа) и гидроксид кальция начинает терять воду, превращаясь в оксид кальция, при температуре 600 °C процесс потери воды практически полностью завершается:
{\displaystyle {\ce {Ca(OH)2->[600~^{\circ }{\text{C}}]CaO~{+}~H2O}}}.
Кристаллизуется в гексагональной кристаллической структуре.

## Химические свойства
Гидроксид кальция является довольно сильным основанием, из-за чего водный раствор имеет сильнощелочную реакцию.
1) Реакция нейтрализации кислот с образованием соответствующих солей кальция, например:
{\displaystyle {\ce {Ca(OH)2 + H2SO4 -> CaSO4 v + 2H2O}}}.
Реакцией нейтрализации обусловлено постепенное помутнение раствора гидроксида кальция при стоянии на воздухе, так как гидроксид кальция, взаимодействует с поглощённым из воздуха углекислым газом, как и растворы других сильных оснований, эта же реакция происходит при пропускании углекислого газа через известковую воду — реакции качественного анализа на углекислый газ:
{\displaystyle {\ce {Ca(OH)2 + CO2 -> CaCO3 v + H2O}}}.
При дальнейшем пропускании углекислого газа через известковую воду раствор снова становится прозрачным, так как при этом образуется кислая соль — гидрокарбонат кальция, имеющий более высокую растворимость в воде, причём при нагревании раствора гидрокарбоната кальция он снова разлагается с выделением углекислого газа и при этом выпадает осадок карбоната кальция:
{\displaystyle {\ce {CaCO3 + H2O + CO2 -> Ca(HCO3)2}}}.
2) Взаимодействие с оксидом углерода при температуре около 400 °C:
{\displaystyle {\ce {Ca(OH)2{}+CO->[400~^{\circ }{\text{C}}]CaCO3~{+}~H2}}}.
3) Взаимодействие с некоторыми солями (при условии, что одно из образующихся веществ будет плохо растворимым и выпадет в осадок), например:
{\displaystyle {\ce {Ca(OH)2 + Na2SO3 -> CaSO3 v + 2NaOH}}}.
4) Взаимодействие с солями аммония с образованием аммиака:
{\displaystyle {\ce {Ca(OH)2 + 2NH4Cl -> CaCl2 + 2NH3 ^ + 2H2O}}}.

## Получение
Взаимодействие оксида кальция (негашёной извести) с водой (процесс получил название «гашение извести»):
{\displaystyle {\ce {CaO + H2O -> Ca(OH)2}}}.
Данная реакция сильно экзотермическая, происходит с выделением 16 ккал/моль (67 кДж/моль).

## Применение
- Известковое молоко применяется при побелке стен, заборов, стволов деревьев.
- Для приготовления известкового строительного раствора. Гашёная известь применялась для строительной каменной кладки с древних времён. Такой строительный раствор обычно состоит по массе из одной части гашёной извести и трёх-четырёх частей кварцевого песка. В смесь добавляют воду до получения густой массы. В смеси происходит химическая реакция компонентов с образованием силикатов кальция, в этой реакции выделяется вода. Это является недостатком такого раствора, так как в помещениях, построенных с применением такого раствора, долгое время сохраняется повышенная влажность. В том числе поэтому в современном строительстве цемент практически полностью вытеснил гашёную известь как связующее в строительных растворах.
- Для приготовления силикатного бетона и силикатного кирпича. Состав силикатного бетона аналогичен составу известкового строительного раствора, однако его отвердевание происходит в несколько раз быстрее, так как смесь гашёной извести и кварцевого песка обрабатывают перегретым (174—197 °C) водяным паром в автоклаве при повышенном давлении 9—15 атмосфер.
- Для устранения карбонатной жёсткости воды (умягчение воды)[4].
- Для производства хлорной извести.
- Для производства известковых удобрений и снижения кислотности кислых почв.
- В производстве методом каустификации соды и поташа.
- При дублении кож.
- Для получения других соединений кальция, нейтрализация кислых растворов (в том числе сточных вод производств), получение органических кислот и проч.
- В пищевой промышленности зарегистрирован в качестве пищевой добавки E526.
- Как реактив качественной реакции на углекислый газ.
- Известковое молоко используется для рафинирования сахара в сахарном производстве.
- В Латинской Америке в известковом молоке отваривают зёрна кукурузы для размягчения оболочки, активизации клейковины и улучшения перевариваемости — т. н. «никстамализация»[5].
- Для приготовления смесей для борьбы с болезнями и вредителями растений, например, входит в состав классического фунгицида — бордоской жидкости.
- В стоматологии для дезинфекции корневых каналов зубов.
- В электротехнике — при устройстве заземления в грунтах с высоким электрическим сопротивлением — в качестве добавки в грунт, для снижения удельного электрического сопротивления грунта[источник не указан 1648 дней].
- Для хранения пригодных к употреблению яиц сроком до 2х лет.[6]